# Armadillo collinus
Armadillo collinus är en kräftdjursart som beskrevs av Gustav Budde-Lund 1894. Armadillo collinus ingår i släktet Armadillo och familjen Armadillidae. Inga underarter finns listade i Catalogue of Life.